# Strzelcy Formuladeildin 2008
W sezonie 2008 Formuladeildin, czyli pierwszej ligi Wysp Owczych, padło w sumie 362 goli w 135 spotkaniach, czyli ponad 2,6 gola na mecz. Siedemnaście pośród strzelonych bramek, to gole samobójcze. Poniższa lista przedstawia strzelców dla poszczególnych klubów w tych rozgrywkach:

## B36 Tórshavn
33 zdobyte bramki, z czego jedna samobójcza w meczu przeciwko ÍF Fuglafjørður.
6 goli
- Hanus Torleifsson

5 goli
- Klæmint Matras

4 gole
- Károly Potemkin

3 gole
- Bergur Midjord
- Sam Malsom

2 gole
- Jákup á Borg
- Dimitrije Jankovic
- Róaldur Jacobsen

1 gol
- Tamás Nagy
- Odmar Færø
- Patrick Sonday Okoro
- Magnus Olsen
- Ingi Højsted

Gol samobójczy
- Áki Petersen (ÍF)

## B68 Toftir
24 zdobyte bramki, z czego 3 samobójcze w meczach przeciwko: Skála ÍF, KÍ Klaksvík oraz B71 Sandoy.
6 goli
- Jann Ingi Petersen

4 gole
- Jóan Símun Edmundsson
- Brian Andresen
- Ahmed Keita

2 gole
- Dánjal Højgaard

1 gol
- Ndende Adama Gueye

Gole samobójcze
- Arnold Berg (Skála)
- Ove Nysted (KÍ)
- Fabio Vieira (B71)

## B71 Sandoy
26 zdobytych bramek, z czego 2 samobójcze, przeciwko: Skála ÍF oraz KÍ Klaksvík.
7 goli
- Clayton Soares

4 gole
- Gudmund Nielsen
- Wellington Soares

3 gole
- Høgni Midjord

1 gol
- Johannes Jensen
- Jón Koytu Petersen
- Tummas Olsen
- Patrick Sunday Okoro
- Mikkjal Hentze

Gole samobójcze
- Vali Miela (Skála)
- Kristoffur Jacobsen (KÍ)

## EB/Streymur
54 zdobyte bramki, z czego 2 samobójcze, przeciwko: B71 Sandoy oraz B36 Tórshavn.
20 goli
- Arnbjørn Hansen - król strzelców Formuladeildin 2008

12 goli
- Hans Pauli Samuelsen

6 goli
- Bárður Olsen

4 gole
- Sorin Anghel
- Høgni Zachariassen

3 gole
- Hanus Eliasen

1 gol
- / Levi Hansen
- Fróði Clementsen
- Egil á Bø

Gole samobójcze
- Johannes Nielsen (B71)
- Súni Olsen (B36)

## HB Tórshavn
57 zdobytych bramek
15 goli
- Andrew av Fløtum - wicekról strzelców Formuladeildin 2008

7 goli
- Christian Høgni Jacobsen

6 goli
- Páll Mohr Joensen
- Fróði Benjaminsen

5 goli
- Hendrik Rubeksen
- Jákup á Borg

2 gole
- Mortan úr Hørg
- Vagnur Mortensen
- Rasmus Nolsøe
- Hans á Lag
- Rókur av Fløtum Jespersen

1 gol
- Johan Eivind Mouritsen
- Kári Nielsen
- Rógvi Poulsen
- Milan Kuljić

## ÍF Fuglafjørður
32 zdobyte bramki, z czego 1 samobójcza przeciwko Víkingur Gøta.
9 goli
- Bartal Eliasen

5 goli
- Nenad Saric

4 gole
- Andy Olsen

3 gole
- Sasa Jovanovic
- Frank Poulsen

2 gole
- Debes Danielsen
- Høgni Madsen

1 gol
- Balázs Sinkó
- Atli Petersen
- Helgi Petersen

Bramka samobójcza
- Atli Gregersen (Víkingur)

## KÍ Klaksvík
31 zdobytych bramek
11 goli
- Rodrigo Silva

3 gole
- Heðin á Lakjuni
- Rógvi Jacobsen

2 gole
- Símun Joensen
- Ove Nysted
- Kristoffur Jakobsen

1 gol
- Steffan Kalsø
- John Hammer
- Milic Curcić
- Bjarni Jørgensen
- Joe Zewe
- Álvur Christiansen
- Jan Andreasen

## NSÍ Runavík
41 zdobytych bramek, z czego 2 samobójcze przeciwko KÍ Klaksvík.
8 goli
- Øssur Dalbúð

6 goli
- Hjalgrím Elttør
- Bogi Løkin

5 goli
- Károly Potemkin

4 gole
- Óli Hansen

3 gole
- Jonhard Fredriksberg
- Jóhann Troest Davidsen

2 gole
- Milan Pejcic

1 gol
- Aco Pandurevic
- Einar Hansen

Gole samobójcze
- Jan Andreasen (KÍ)
- Ári Samson (KÍ)

## Skála ÍF
22 zdobyte bramki, z czego 2 samobójcze przeciwko: HB Tórshavn oraz ÍF Fuglafjørður.
4 gole
- Pætur Dam Jacobsen
- Obele Okeke

3 gole
- Bogi Gregersen

2 gole
- Alexandur Johansen
- Arnhold Berg

1 gol
- Alin Bálutoiu
- Sjúrður Djurhuus
- Poul Poulsen
- Jónhard Frederiksberg
- Pauli Hansen

Gole samobójcze
- Vagnur Mortensen (HB)
- Áki Petersen (ÍF)

## Víkingur Gøta
42 bramki zdobyte, z czego 3 samobójcze, przeciwko: B71 Sandoy, HB Tórshavn oraz Skála ÍF.
9 goli
- Andrias Lava Olsen

6 goli
- Zoltán Bükszegi

5 goli
- Sam Jacobsen

3 gole
- Símun Louis Jacobsen

2 gole
- Magnus Skoralíð
- Sølvi Vatnhamar
- Niclas Niclasen
- Erling Jacobsen
- Atli Gregersen
- Kaj Ennigarð

1 gol
- Sverri Jacobsen
- Martin Olsen
- Símin Louis Jacobsen
- Hans Jørgen Djurhuus

Gole samobójcze
- Símin Hansen (B71)
- Hans á Lag (HB)
- Pætur Jacobsen (Skála)